# Всемирный потоп (фильм)
«Всемирный потоп» (англ. The End We Start From)  — британский фильм-катастрофа 2023 года, снятый режиссёром Махалией Бело по сценарию Элис Бёрч, основанному на одноимённом романе Меган Хантер. Главную роль исполнила актриса Джоди Комер.
Мировая премьера фильма состоялась на международном кинофестивале в Торонто 10 сентября 2023 года.

## Сюжет
Молодая женщина на поздней стадии беременности ожидает мужа R в доме в Лондоне. Идут проливные дожди, у неё начинаются схватки. Вода затапливает дом, но её успевают доставить в больницу, где она рожает сына. Больницу эвакуируют, и родителям приходится срочно выбрать имя для сына — Зеб. R отвозит жену и сына к своим родителям G и N в дом в деревне.
Обширные земли затоплены, людям не хватает продовольствия, страна погружается в хаос. R и его родители отправляются за едой, но возвращаются избитые и без G, раздавленной обезумевшей толпой. Не выдержав горя, N кончает с собой. Еды нет, и молодая семья пускается на её поиски. R уговаривает женщину сделать нелёгкий выбор — пойти в приют, куда пускают только детей с одним родителем, а сам уезжает.
В приюте женщина знакомится с женщиной О с ребёнком. О рассказывает о коммуне, которую её знакомые организовали на острове и зовёт женщину отправиться с ней туда. Женщина колеблется, но в поисках еды на приют нападают вооружённые грабители, обитатели приюта разбегаются. В пути две женщины встречают мужчину AB, он делится с ними едой и рассказывает что покинул коммуну, т. к. не мог отречься от прошлого, что практикуется в коммуне.
Женщины добираются до берега моря и дожидаются лодки, которая отвозит их в коммуну. Еды хватает, но женщине трудно выносить стремление жителей коммуны отгородиться от всего мира. По радио она узнаёт что жизнь в стране постепенно восстанавливается и несмотря на уговоры решает уехать, руководитель коммуны неохотно соглашается доставить её на берег.
Женщина с трудом добирается до Лондона, где в разгромленном доме встречает R.

## В ролях
- Джоди Комер — Женщина
- Кэтрин Уотерстон — О
- Бенедикт Камбербэтч — АВ
- Марк Стронг — N
- Джоэл Фрай — R
- Джина Макки — F
- Нина Сосанья — G

## Производство и премьера
В мае 2017 года кинокомпания Бенедикта Камбербэтча SunnyMarch with Hera Pictures приобрела права на дебютный роман Меган Хантер «Конец, с которого мы начинаем» до того, как книга была опубликована. По словам Камбербэтча, это «потрясающая история материнства [и] поразительная и пугающе реальная история семьи, борющейся за выживание, которая заставит каждого остановиться и задуматься о том, какую планету мы оставляем после себя нашим детям». Камбербэтч выступит одним из продюсеров фильма. В мае 2022 года стало известно, что Махалия Бело станет режиссёром экранизации романа по сценарию Элис Берч, а Джоди Комер исполнит роль матери. Исполнительными продюсерами стали Комер, Камбербэтч, Ева Йейтс, Сесиль Гаже и Себастьен Райбо. В августе 2022 года стало известно, что к актёрскому составу присоединилась Кэтрин Уотерстон, а в сентябре 2022 года — Камбербэтч, Марк Стронг, Джоэл Фрай, Джина Макки и Нина Сосанья. Съёмки начались в Лондоне. Стронг также выступит и в качестве исполнительного продюсера вместе с Кейт Максвелл, Фанни Сулье и Питером Энгельсом из компании Anton и Клаудией Юсеф из компании BBC Film. Бюджет фильма составил £9 млн. Также было подтверждено, что над проектом работали Сьюзи Лавелл в качестве оператора, художник-постановщик Лора Эллис-Крикс и дизайнер по гриму и причёскам Луиза Коулз. Режиссёр Бело описывает фильм как «уникальный и оригинальный взгляд на фильм о выживании. Он созвучен климатическому кризису, который мы переживаем сейчас». Помимо Лондона, другим местом съёмок, как сообщается, послужила заброшенная школа-интернат Carmel College в южном Оксфордшире.
Мировая премьера фильма состоялась на Международном кинофестивале в Торонто 10 сентября 2023 года.

## Восприятие
Фильм получил девять номинаций на премию Британского независимого кино 2023 года, в том числе за лучшую главную роль (Джоди Комер) и лучшую роль второго плана (Кэтрин Уотерстон), а также за операторскую работу и дизайн костюмов.
На сайте Rotten Tomatoes фильм имеет рейтинг 81 % основанный на 42 отзывах, со средней оценкой 6.8/10.
Максим Ершов (Film.ru) оценил фильм на 6 баллов. По его мнению, «„Всемирный потоп“, увы, ничем не удивляет. В отсутствие экшена и понятного внешнего врага — вампиров, зомби или других монстров — остаётся тоскливая психологическая драма о принятии правил существования в новом мире». Алисса Уилкинсон (New York Times) отметила: «В фильме очень мало напряжения, что, как можно разумно утверждать, делает его более аутентичным. Реальная жизнь после катастрофы состоит из попыток остаться в живых, что включает в себя долгие периоды скуки, перемежающиеся моментами страха. Но схематичное качество этого материала, вероятно, лучше работало на страницах, нежели на экране».